# Marcin Nadobnik
Marcin Nadobnik (ur. 9 listopada 1883 w Wielichowie, zm. 31 grudnia 1953 w Poznaniu) – polski statystyk, współtwórca GUSu, profesor Uniwersytetu Poznańskiego. Ojciec wiceprezydenta Poznania i posła na Sejm Ustawodawczy Kazimierza Nadobnika.

## Życiorys
Urodził się w chłopskiej rodzinie jako syn Jana i Weroniki z domu Krajewskiej. Gimnazjum ukończył w Poznaniu. Studiował w Krakowie, Berlinie i Greifswaldzie. Na tym ostatnim uniwersytecie obronił w 1908 pracę doktorską zatytułowaną Die Abnahme des durchschnittlichen Heiratsalters in Deutschland (Spadek średniego wieku w chwili zawarcia małżeństwa w Niemczech). Około roku pracował jako nauczyciel domowy, a potem przeniósł się do Lwowa, gdzie objął stanowisko w Biurze Statystycznym Wydziału Krajowego (od 1911 był kierownikiem tego biura). W 1919 współorganizował Główny Urząd Statystyczny w Warszawie. Od listopada tego roku był naczelnikiem Wydziału Budżetowego Ministerstwa byłej Dzielnicy Pruskiej w Poznaniu. 17 marca 1920 otrzymał nominację na profesora nadzwyczajnego na Uniwersytecie Poznańskim. W latach 1925–1926 był dziekanem Wydziału Prawno-Ekonomicznego. W latach 1923 i 1924 pełnił funkcję redaktora działu ekonomicznego Ruchu Prawniczego, Ekonomicznego i Socjologicznego. W latach 1931–1933 był członkiem Głównej Rady Statystycznej w Warszawie. Podczas okupacji hitlerowskiej pracował w Biurze Statystycznym Ubezpieczalni Społecznej w Warszawie. W 1946 otrzymał tytuł profesora zwyczajnego. Zmarł 31 grudnia 1953 w Poznaniu. Został pochowany na cmentarzu parafialnym w rodzinnym Wielichowie.

## Publikacje
- Szkoły dla mniejszości polskich, 1910,
- Przyszły spis ludności, 1910,
- Wybory do Sejmu Krajowego z 1908 r. i lat dawniejszych, 1910,
- Najważniejsze wyniki spisu ludności i spisu zwierząt domowych z roku 1910, 1911,
- Przysiółki w Galicji Wschodniej, 1911,
- Ludność Galicji w roku 1910, 1912,
- Podatki bezpośrednie w Galicji, 1912,
- Materiały statystyczne do reformy sejmowej ordynacji wyborczej, 1912,
- Stan koni, bydła rogatego i trzody chlewnej w Galicji 1916 r., 1917,
- Statystyka ruchu towarowego na kolejach niemieckich, 1920,
- Obszar i ludność b. Dzielnicy Pruskiej, 1921,
- Pierwszy spis ludności w Polsce, 1921,
- Spis miejscowości województwa poznańskiego, 1922,
- Rozsiedlenie Niemców w Poznańskim, 1926,
- Obszar i ludność Polski, 1929,
- Powojenny rozwój ludności, 1930,
- Ludność Polski w roku 1931, 1932,
- Statystyka. Podręczna encyklopedia handlowa, 1932 (strony 1296-1300),
- Niemcy w województwach zachodnich w świetle spisu ludności z 1931, 1933,
- Wyludnianie się wsi wielkopolskiej, 1937,
- Kolonizacja niemiecka na ziemiach polskich w okresie 1772 do 1918, nie ukazało się z powodu wybuchu II wojny światowej.